# Aisling Blake
Pour les articles homonymes, voir Blake.
Aisling Blake, née le 23 juillet 1981 à Dublin, est une joueuse professionnelle de squash représentant l'Irlande. Elle atteint, en février 2013, la 21e place mondiale sur le circuit international, son meilleur classement. Elle est championne d'Irlande en 2013, occasionnant la seule défaite de Madeline Perry entre 1999 et 2015.
Elle dirige l'association internationale des joueuses de squash durant l'année 2013.

## Palmarès

### Titres
- Championnat d'Irlande : 2013

### Finales
- Open de Macao : 2011
- Championnats d'Europe par équipes : 2 finales (2012, 2013)[4]